# آروماس (کالیفرنیا)
آروماس (به انگلیسی: Aromas) یک منطقهٔ مسکونی در ایالات متحده آمریکا است که در شهرستان مونتری، کالیفرنیا واقع شده‌است. آروماس ۱۲٫۲۹ کیلومتر مربع مساحت و ۹۲٬۱۸۶ نفر جمعیت دارد و ۴۰ متر بالاتر از سطح دریا واقع شده‌است.